# Aspidogyne mendoncae
Aspidogyne mendoncae  (лат.) — вид однодольных растений рода Aspidogyne семейства Орхидные (Orchidaceae). Растение впервые описано в 1958 году ботаниками Александром Куртом Браде и Гиду Фредерику Жуаном Пабстом под первоначальным названием Erythrodes mendoncae.

## Распространение
Эндемик Бразилии. Распространён в штате Эспириту-Санту.

## Систематика
Имеет два синонима:
- Erythrodes mendoncae Brade & Pabst, 1958 basionym
- Rhamphorhynchus mendoncae (Brade & Pabst) Garay, 1977

Первоначально Браде и Пабст описали вид как представителя рода Erythrodes. В дальнейшем, в 1977 году Л. Э. Гараи определил растение представителем нового монотипного рода Rhamphorhynchus. В 2008 году Пол А. Ормерод перенёс растение под названием Aspidogyne mendoncae в состав рода Aspidogyne.